# Signario ibérico

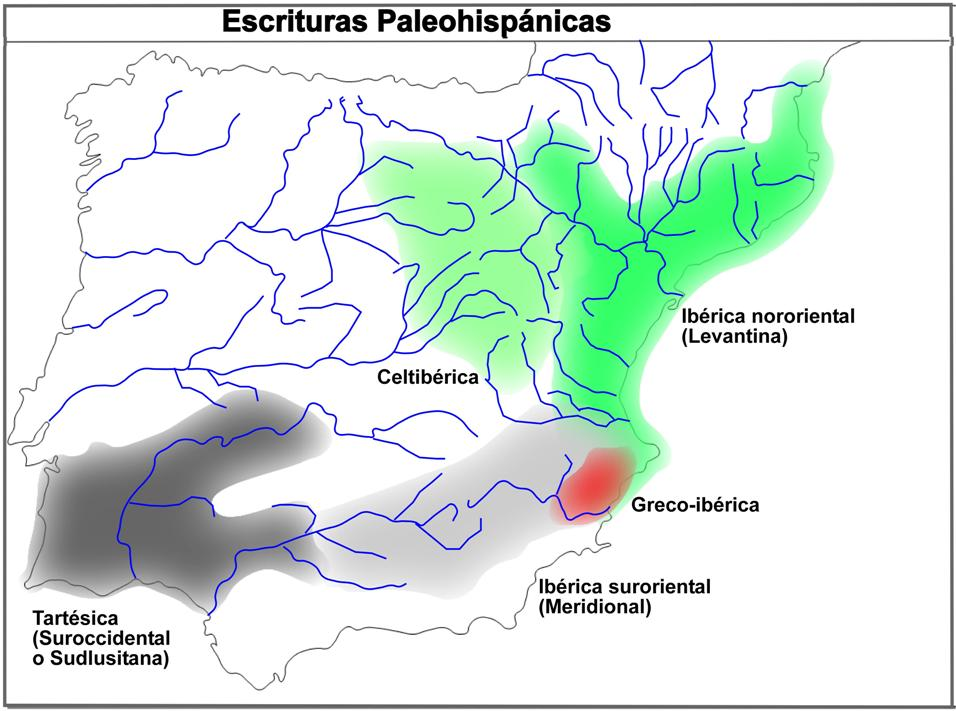
Escrituras paleohispánicas.

Lenguas paleohispánicas.

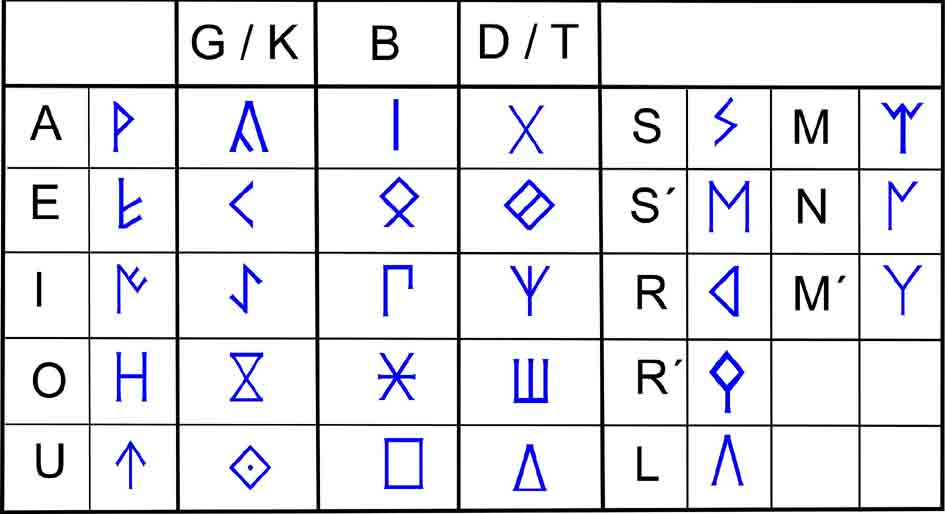
Un signario ibérico nororiental no-dual.

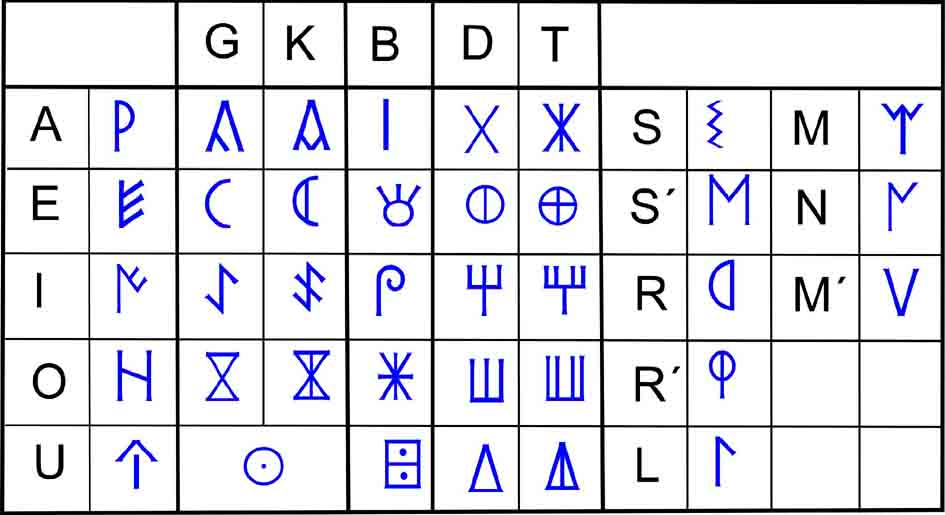
Un signario ibérico nororiental dual (adaptado de Ferrer i Jané 2005).

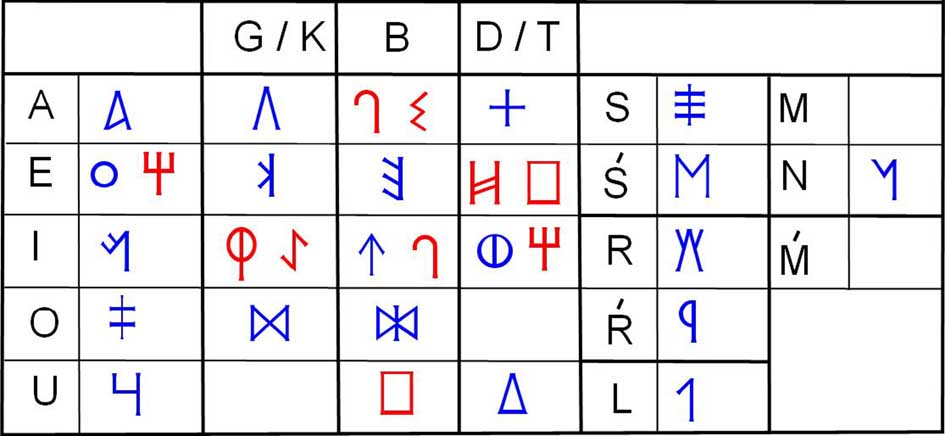
Una propuesta de signario ibérico suroriental (adaptado de Correa 2004).

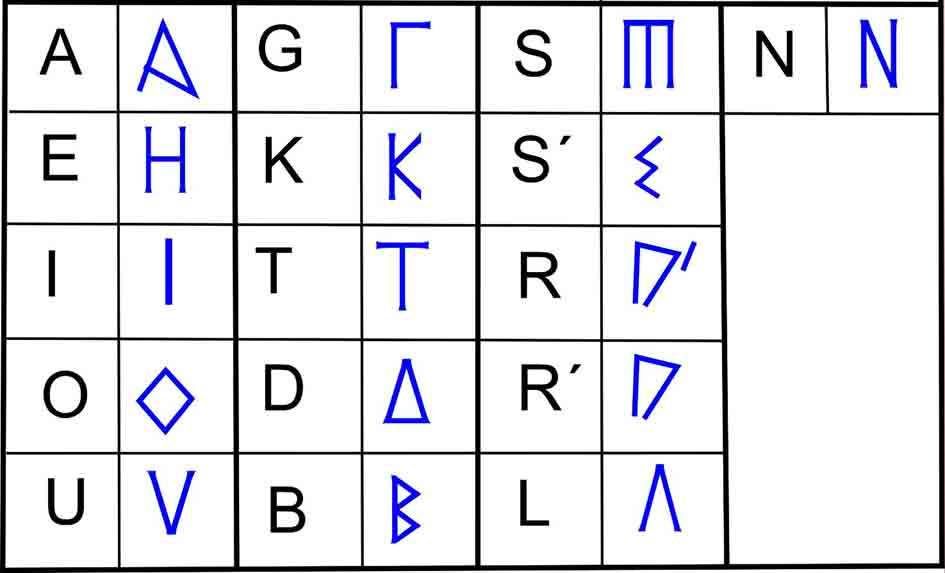
Un alfabeto greco-ibérico.

Los iberos utilizaron tres escrituras diferentes para representar su lengua: 
- escritura ibérica nororiental
  - Variante dual (ss. IV-III a. C.)
  - Variante no-dual (ss. II-I a. C.)
- escritura ibérica suroriental
- alfabeto greco-ibérico

Normalmente la referencia genérica a un signario ibérico o a una escritura ibérica se suele entender referida al signario ibérico nororiental, ya que es con diferencia el más usado (95 %). Del signario ibérico nororiental se conocen dos variantes: la variante dual diferencia los silabogramas oclusivos dentales y velares sordos de los sonoros con un trazo añadido, de forma que la forma simple representa la sonora y la forma compleja la sorda, mientras que la variante no-dual sólo presenta las formas simples de los silabogramas. 
El signario ibérico nororiental y el suroriental están de alguna forma emparentados, pero no pueden ser considerados meras variantes de un mismo signario, puesto que aunque el repertorio de signos es similar, su valor no coincide en absoluto en muchos casos. Tanto es así que, mientras que el signario ibérico nororiental está casi completamente descifrado y presenta un cuadro de valores estable, el suroriental no se puede dar por descifrado, puesto que aún hay diferencias significativas entre los investigadores que han realizado propuestas concretas. Además, cabe señalar que el signario ibérico suroriental es con diferencia mucho más similar al signario tartésico, usado para representar una lengua desconocida, que al signario ibérico nororiental, que es el modelo que está en el origen de la escritura celtibérica, usada por los celtíberos para representar su lengua. 
Mientras que el alfabeto greco-ibérico es una adaptación casi directa de un alfabeto griego jónico a las particularidades de la lengua ibérica, el signario ibérico nororiental y el suroriental presentan la característica distintiva de las escrituras paleohispánicas, puesto que ambas presentan signos con valor silábico, para las oclusivas, y signos con valor alfabético, para el resto de consonantes y vocales. Desde el punto de vista de la clasificación de los sistemas de escritura, no son ni alfabetos ni silabarios, sino escrituras mixtas que se identifican normalmente como semisilabarios. Sobre el origen de los signarios paleohispánicos no hay consenso: para algunos investigadores su origen está directa y únicamente vinculado al alfabeto fenicio, mientras que para otros en su creación también habría influido el alfabeto griego. 

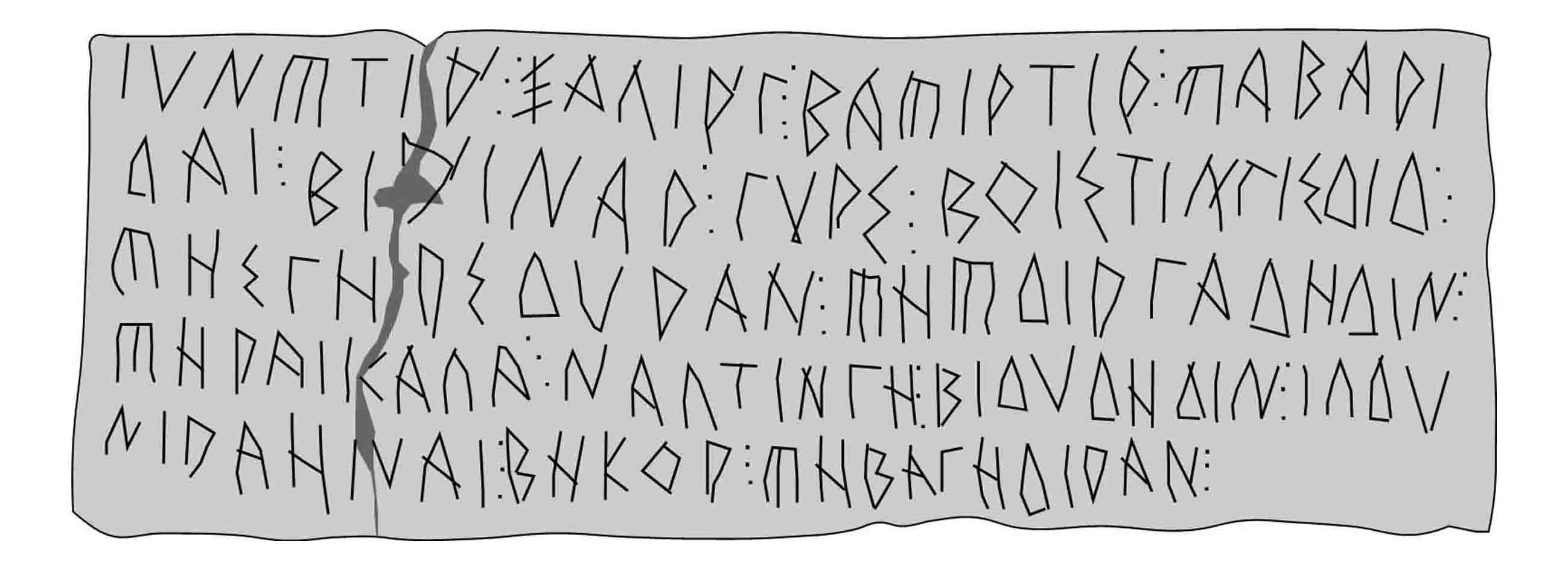
Alfabeto greco-ibérico. Cara B del plomo de la Serreta (Alcoy).
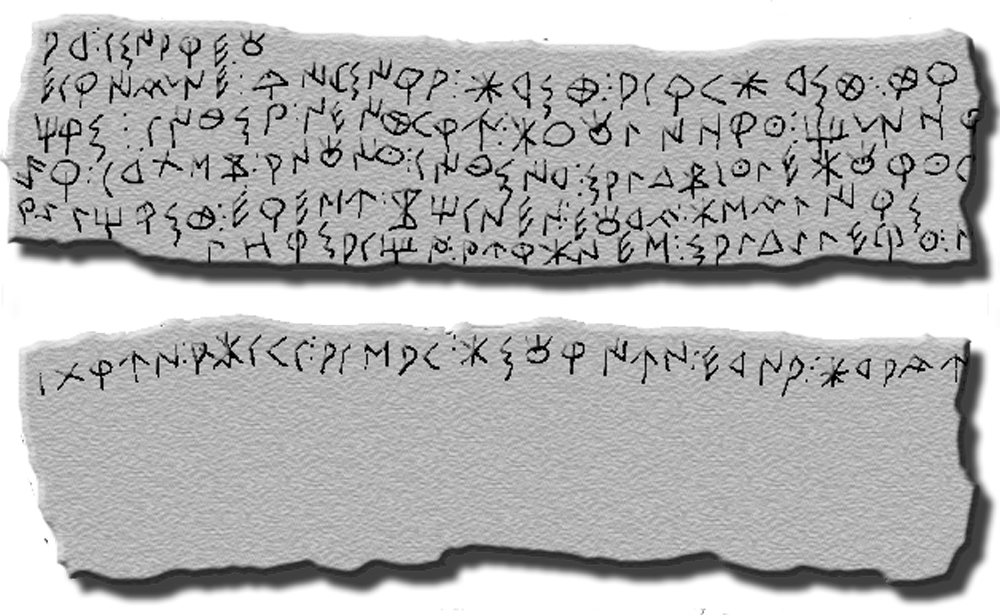
Escritura ibérica nororiental dual. Plomo de Ullastret.
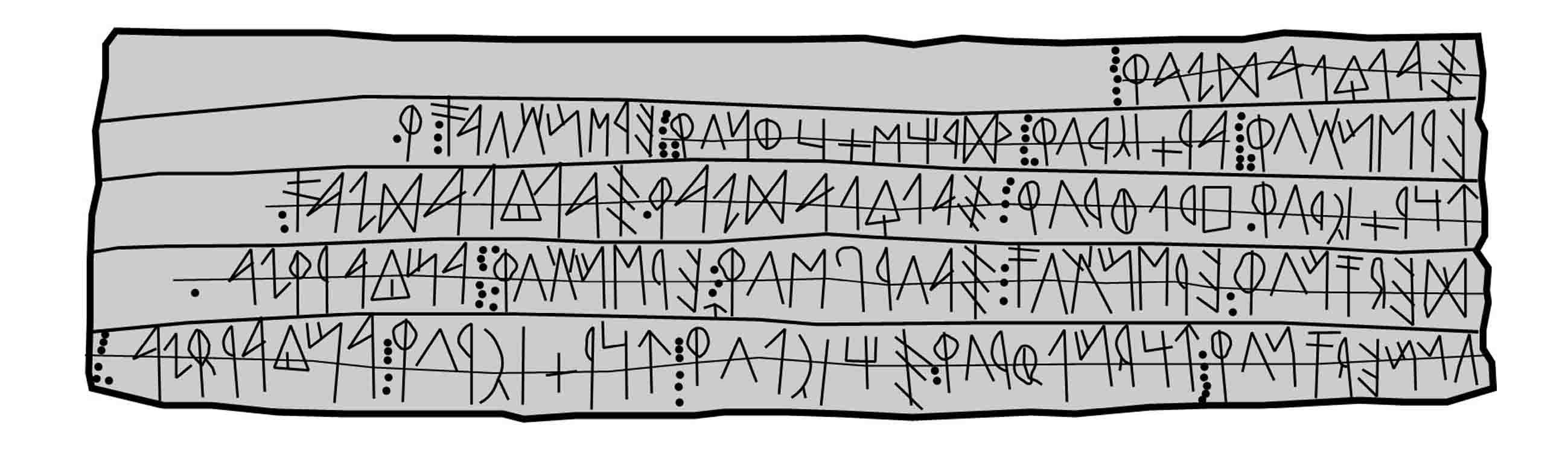
Escritura ibérica suroriental. Cara A del plomo I de La Bastida (Mogente).
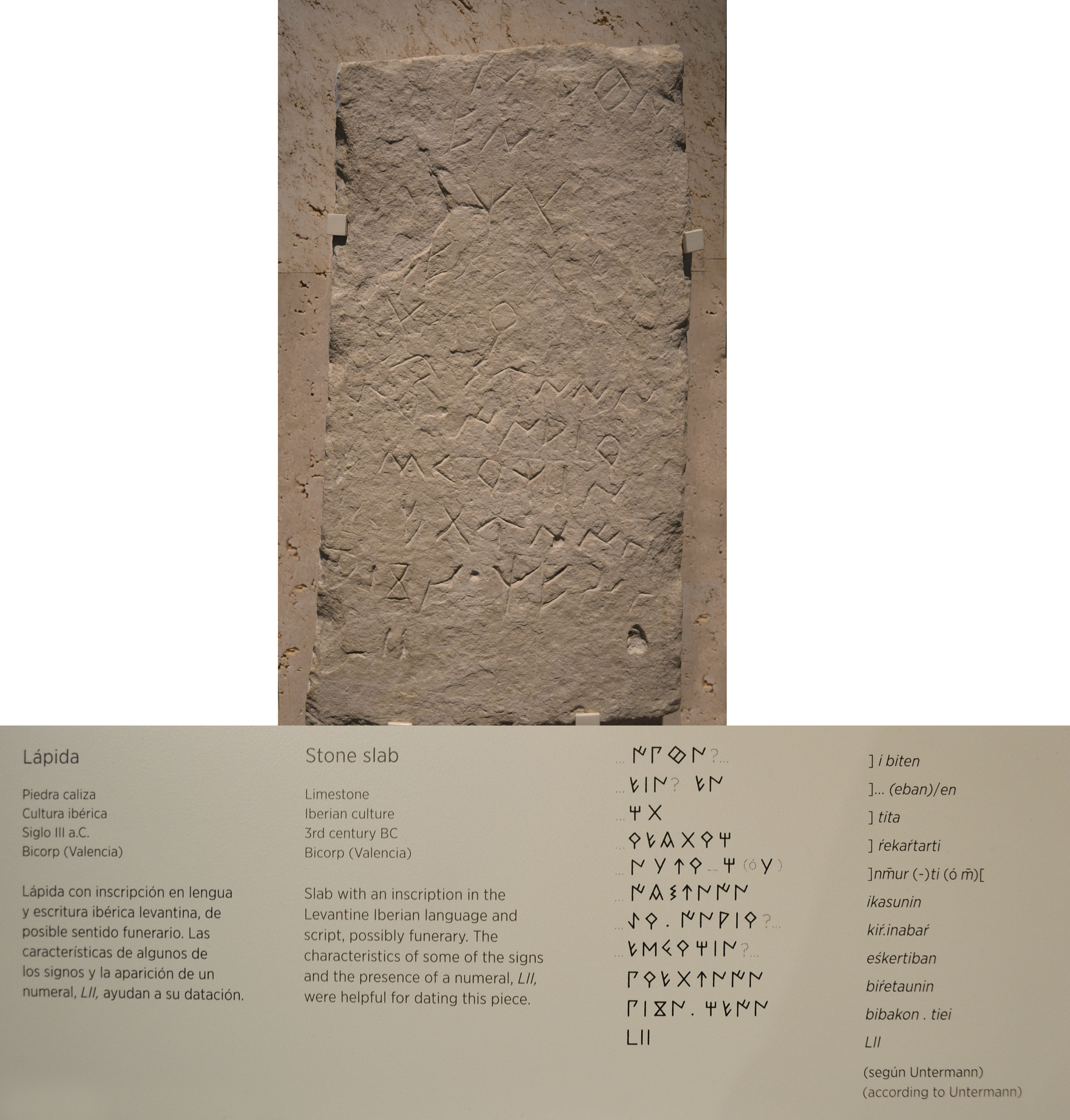
Lápida ibérica con inscripción en ibero, procedente de Bicorp (Valencia). Siglo III a. C. Museo Arqueológico Nacional de España.